# Лекокаие
Лекокаие (груз. ლეკოკაიე) — село в Грузии, на территории Сенакского муниципалитета края (мхаре) Самегрело-Верхняя Сванетия.

## География
Село находится в западной части Грузии, на расстоянии приблизительно 10 километров (по прямой) к северо-востоку от города Сенаки, административного центра муниципалитета. Абсолютная высота — 94 метра над уровнем моря.

## Население
По результатам официальной переписи населения 2014 года в Лекокаие проживал 71 человек (40 мужчин и 31 женщина). В национальной структуре населения грузины составляли 100 %.
| Год  | Население, человек |
| ---- | ------------------ |
| 2002 | 228                |
| 2014 | ↘ 71               |